# Bantal (Bancak)
Bantal is een bestuurslaag in het regentschap Semarang van de provincie Midden-Java, Indonesië. Bantal telt 1918 inwoners (volkstelling 2010).